# Juan Carlos Buzzetti
Juan Carlos Buzzetti (1945 en Montevideo) es un entrenador de fútbol uruguayo que dirigió las selecciones de fútbol de Vanuatu y de Fiyi.

## Carrera
A pesar de haber nacido en Uruguay, Buzzetti viajó a fines del siglo XX a Oceanía y decidió vivir allí. En el año 2000 se volvió entrenador de la Selección vanuatuense. Consiguió dos 4º puesto en Copa de las Naciones de la OFC, en la ediciones 2000 y 2002. En 2004, luego del rotundo fracaso de Vanuatu en la Copa de las Naciones de la OFC de ese año, que solo puedo vencer a Nueva Zelanda y quedó última en el hexagonal final, se alejó de la dirección de los Men in Black & Gold. En 2006 fue contratado por la Asociación de Fútbol de Fiyi para ser el entrenador de la selección fiyiana, cargo que ocupó hasta octubre del 2015.

### Clubes
| Club               | País    | Año         |
| ------------------ | ------- | ----------- |
| Selección nacional | Vanuatu | 2000 - 2004 |
| Selección nacional | Fiyi    | 2006 - 2011 |
| Selección nacional | Vanuatu | 2022        |

### Logros
- 3º Puesto en la Copa de las Naciones de la OFC 2008 con Fiyi
- 4º Puesto en la Copa de las Naciones de la OFC 2000 y 2002 con Vanuatu
- Medalla de Plata en los Juegos del Pacífico Sur 2007 con Fiyi